# I traditori
I traditori è un romanzo storico di Giancarlo De Cataldo pubblicato nel 2010.

## Trama
Le vicende del romanzo si svolgono in un arco di tempo di ventotto anni: dal 1844 al 1872. 
Nel 1844 Lorenzo di Vallelaura, un giovane aristocratico veneziano, prende parte a una spedizione risorgimentale in Calabria coincidente verosimilmente con quella dei Fratelli Bandiera. In Calabria salva la vita di una giovane muta creduta una strega dai compaesani e soprannominata infatti "Striga". Fallita l'insurrezione, Lorenzo è catturato e condannato a morte; accetta la proposta del giudice borbonico Saraceni di diventare, in cambio della vita, una spia a favore dei Borboni e degli austriaci. 
Nel 1847 Lorenzo si reca a Londra dove diventa uno stretto collaboratore di Mazzini, frequenta la cerchia degli intellettuali inglesi simpatizzanti per l'unità d'Italia e fornisce agli austriaci informazioni sulle iniziative di Mazzini attraverso il console austriaco Aschenbach. Giunge a Londra anche Striga, tenuta in schiavitù da Lussardi, uno sfruttatore di bambini che vende poi la giovane donna a un aristocratico pervertito, Lord Chatam. Costui gira la ragazza al pittore Dante Gabriel Rossetti. Lorenzo si innamora di Lady Violet Cosgrave, un'affascinante aristocratica la quale è indecisa sui propri sentimenti nei confronti dell'italiano. Striga si appassiona alla matematica e collabora agli studi di Babbage e Lovelace sul calcolo automatico. 
Nel 1848 Lorenzo ritorna in Italia e partecipa alle sommosse e alle rivoluzioni nel suo doppio ruolo di rivoluzionario e agente provocatore-informatore a favore dell'Austria. A Milano Lorenzo salva Mazzini da un tentativo di rapimento organizzato da una squadra guidata da Vittorelli, un agente dello spionaggio piemontese il quale, durante l'azione, viene ferito da Lorenzo a una guancia, con conseguente sfregio permanente. A Roma, durante la Repubblica Romana, Lorenzo conosce alcuni giovani patrioti italiani con cui manterrà in seguito stretti contatti personali: il romano Mario Tozzi, un sardo che si fa chiamare "Terra di Nessuno", una ragazza ebrea di nome Esther. Più tardi, a Londra, Lady Violet sposerà Mario Tozzi; Striga diventerà la compagna, e poi la moglie, di Terra di nessuno; Esther diventerà la compagna di Lorenzo. A Londra giungerà il giovane barone siciliano Michele Liberato il quale ha partecipato ai moti di Palermo dove è stato aiutato da Salvo Matranga. Quest'ultimo è un giovane affiliato a una "Società", che sarà chiamata in seguito "Mafia"; a differenza dei vecchi affiliati, Salvo intuisce le potenzialità dei moti liberali.
Negli anni cinquanta Mario e Michele aprono un'impresa che importa marsala dalla Sicilia all'Inghilterra grazie all'aiuto di Salvo Matranga; quest'ultimo, per non aver richiesto fin dal primo momento l'aiuto della "Società", viene punito col taglio della mano dal vecchio capo don Calò. Von Aschenbach è omosessuale; Vittorelli gli tende una trappola, lo ricatta, si fa consegnare la lista delle spie austriache che utilizzerà fra l'altro anche per costringere Lorenzo a fornire informazioni ai piemontesi. Le informazioni sui progetti di Mazzini che Lorenzo fornisce a Vittorelli sono utilizzate in modo spregiudicato dal referente di Vittorelli, il conte di Cavour. Alcuni eventi clamorosi, quali gli attentati di Pianori (1855) e di Orsini (1858) a Napoleone III o la sfortunata spedizione di Pisacane (1857), attribuiti dall'opinione pubblica ai mazziniani, sono stati in realtà avversati da Mazzini e sfruttati a fini politici di Cavour. Nel frattempo si verificano delle crisi sia in seno al partito mazziniano, le cui finalità sono ora criticate dai moderati filo-sabaudi, sia fra lady Violet e Mario, e fra Lorenzo ed Esther (la giovane seguirà un rabbino e sarà uccisa qualche anno dopo in Russia durante un pogrom) e fra Striga e Terra (il giovane mazziniano sarà rinchiuso nello spaventoso carcere borbonico di Favignana, vessato anche dai reclusi camorristi).
L'unificazione d'Italia si realizza con la guerra del 1859 e alla spedizione dei Mille a cui segue poco tempo dopo la morte di Cavour («Ha fatto l'Italia, l'Italia a modo suo, e che altro gli restava da fare se non andarsene?»). Vittorelli, il cui giudizio sui successori di Cavour (Ricasoli, Rattazzi, Farini) è del tutto negativo, si dedica alla repressione del brigantaggio in Calabria che colpisce soprattutto l'inerme popolazione generale. Rivoluzionari idealisti come Terra e Corrao perdono le residue speranza dopo la giornata dell'Aspromonte (1962). Dopo la guerra del 1866 Lorenzo, accompagnato da Lady Violet, può tornare a Venezia, dopo ventidue anni di esilio: viene accolto da eroe e spinto dalle sinistre a candidarsi a sindaco della città, ma un pamphlet anonimo, preparato da Vittorelli, rivela la sua passata attività di spia. Umiliato e abbandonato da Violet, Lorenzo cercherà la morte nella campagna garibaldina del 1867: nonostante si esponga a Villa Glori, Lorenzo sopravviverà perfino al massacro del lanificio Ajani e verrà rinchiuso al San Michele. Il romanzo si chiude a Pisa il 10 marzo 1872: Mazzini, sotto falso nome, assistito da Lorenzo, sta per morire. Lorenzo confessa al morente di averlo tradito; Mazzini sorridendo gli risponde di averlo sempre saputo, che era ciò che andava fatto, e che Lorenzo dovrà continuare la sua opera.

## Edizioni
- Giancarlo De Cataldo, I traditori, collana Coll. Stile Libero, Torino, Einaudi, 2010, ISBN 978-88-06-20211-8.
- I traditori, Milano, Mondolibri, 2011.
- I traditori, collana Coll. Numeri primi, Torino, Einaudi, 2012, ISBN 978-88-6621-314-7.
- (FR) Les traîtres, traduzione di Serge Quadruppani, Paris, Métailié, 2012, ISBN 979-10-2261-065-0.
- (FR) Les traîtres, collana Coll. Points. Les Grands Romans; 3004, Paris, Seuil, 2013, ISBN 978-2-7578-3363-6.
- (ES) Los traidores, traduzione di Pilar Gonzalez Rodriguez, Madrid, Roca Editorial, 2012, ISBN 978-8499185200.